# Manfred Steiner
Manfred Steiner, född 27 november 1962 i Wörgl i Tyrolen, är en österrikisk tidigare backhoppare.

## Karriär
Manfred Steiner debuterade internationellt i världscupen på hemmabacken Bergiselschanze i Innsbruck 4 januari 1980 i en deltävling som ingick i tysk-österrikiska backhopparveckan. Steiner blev nummer 77 i tävlingen som vanns av landsmannen Hubert Neuper. Steiner var bland de tio bästa i en deltävling i världscupen första gången i stora backen i Thunder Bay i Kanada 22 februari 1981 då han blev nummer 6 i en tävling som vanns av John Broman från USA före Ivar Mobekk från Norge och Andreas Felder från Österrike. Första och enda segern i världscupen kom i stora Ōkurayama-backen i Sapporo i Japan. Dagen innan hade Manfred Steiner kommit på prispallen då han blev nummer tre i normalbacken i Sapporo. Då var han efter hemmahopparen Masahiro Akimoto och finländaren Veli-Matti Ahonen. I stora backen vann Steiner 3,3 poäng före Ahonen och  4,6 poäng före Akimoto. Säsongen 1983/1984 var Sieners bästa i världscupen. Då blev han nummer 24 sammanlagt.
Steiner deltog i skidflygnings-VM 1983 i "monsterbacken" Čerťák i Harrachov i dåvarande Tjeckoslovakien. Han slutade sist av 39 deltagare. Klaus Oswald från Östtyskland vann den spännande tävlingen före finländaren Matti Nykänen och bronsvinnaren, hemmafavoriten Pavel Ploc.
Under olympiska spelen 1984 i Sarajevo i dåvarande Jugoslavien tävlade Manfred Steiner i stora backen. Han blev nummer 41 av 53 deltagare. Matti Nykänen vann före Jens Weissflog och Pavel Ploc.
Manfred Steiner startade i sin sista världscuptävling hemma i Innsbruck, under backhoppningsveckan, 4 januari 1985. Han blev nummer 78 i sin sista internationella tävling.